# Podkylava
Podkylava (hongrois : Szakadék) est un village de Slovaquie situé dans la région de Trenčín.

## Histoire
La première mention écrite du village date de 1709.

## Démographie

### Évolution de la population
| Année:               | 1994. | 2004.    | 2014.   | 2024.   |
| -------------------- | ----- | -------- | ------- | ------- |
| Nombre de personnes: | 322   | 249      | 226     | 244     |
| Différence:          |       | -22,67 % | -9,23 % | +7,96 % |

| Année:               | 2023. | 2024.   |
| -------------------- | ----- | ------- |
| Nombre de personnes: | 246   | 244     |
| Différence:          |       | -0,81 % |